# Armando Lora
Armando Lora (Costabissara, 1º gennaio 1951) è un ex ciclista su strada italiano.

## Palmarès
- 1970 (dilettanti)

Astico-Brenta

## Piazzamenti

### Grandi Giri
- Giro d'Italia

1975: 40º
1976: 31º
1977: 92º
1978: 37º
1979: 85º
- Vuelta a España

1975: 44º

### Classiche monumento
- Milano-Sanremo

1977: 100º
1978: 120º
- Giro di Lombardia

1976: 23º